# Жълтокрак зелен гълъб
Жълтокракият зелен гълъб (Treron phoenicopterus) е вид птица от семейство Гълъбови (Columbidae).

## Разпространение
Видът е разпространен в Индийския субконтинент.

## Хранене
Видът се храни с плодове, включително много видове от рода Ficus.